# National Hockey League 2013-2014
La stagione 2013-2014 è stata la 96ª edizione della National Hockey League, la 97ª considerando la stagione del lockout. La stagione regolare è iniziata il 1º ottobre 2013, per poi terminare il 13 aprile 2014. La stagione vide un'interruzione fra il 12 e il 24 febbraio per permettere ai giocatori di prendere parte al torneo olimpico dei giochi di Soči. A causa delle Olimpiadi invernali non fu disputato l'NHL All-Star Game, tuttavia rispetto alla stagione precedente fu reinserito nel calendario il Winter Classic previsto fra Detroit Red Wings e Toronto Maple Leafs. La NHL per la stagione 2013-14 approvò altre cinque gare di stagione regolare giocate all'aperto fra Heritage Classic e Stadium Series. I Los Angeles Kings sconfissero i New York Rangers nella finale di Stanley Cup per 4-1, conquistando il secondo titolo nella storia della franchigia.
Nel febbraio del 2013 la lega insieme alla NHLPA approvò una nuova organizzazione delle franchigie, con il trasferimento dei Columbus Blue Jackets e dei Detroit Red Wings nella Eastern Conference e dei Winnipeg Jets nella Western. Il numero delle division scese da sei a quattro, due composte da otto squadre e due da sette. Fu modificato anche il funzionamento dei playoff, con tre squadre di ogni division qualificate automaticamente insieme a due wild-card per ciascuna conference.
Il 19 luglio 2013 furono annunciati i nomi delle quattro division: le due divisioni ad otto square della Eastern Conference sono l'Atlantic e la Metropolitan, mentre le due divisioni da sette squadre della Western Conference sono la Central e la Pacific.

## Squadre partecipanti
- Anaheim Ducks
- Boston Bruins
- Buffalo Sabres
- Calgary Flames
- Carolina Hurricanes
- Chicago Blackhawks
- Colorado Avalanche
- Columbus Blue Jackets
- Dallas Stars
- Detroit Red Wings
- Edmonton Oilers
- Florida Panthers
- Los Angeles Kings
- Minnesota Wild
- Montreal Canadiens

- Nashville Predators
- New Jersey Devils
- New York Islanders
- New York Rangers
- Ottawa Senators
- Philadelphia Flyers
- Phoenix Coyotes
- Pittsburgh Penguins
- San Jose Sharks
- St. Louis Blues
- Tampa Bay Lightning
- Toronto Maple Leafs
- Vancouver Canucks
- Washington Capitals
- Winnipeg Jets

## Pre-season

### NHL Entry Draft
L'Entry Draft si tenne il 30 giugno 2013 presso il Prudential Center di Newark, in New Jersey. I Colorado Avalanche nominarono come prima scelta assoluta il giocatore canadese Nathan MacKinnon. Altri giocatori rilevanti all'esordio in NHL furono Aleksander Barkov, Jonathan Drouin, Seth Jones ed Elias Lindholm.

## Stagione regolare

### Classifiche
= Qualificata per i playoff,       = Primo posto nella Conference,       = Vincitore del Presidents' Trophy, ( ) = Posizione nei playoff

#### Eastern Conference
Atlantic Division
|    |                          | PG | V  | S  | OTS | GF  | GS  | PT  |
| -- | ------------------------ | -- | -- | -- | --- | --- | --- | --- |
| 1. | Boston Bruins (A1)       | 82 | 54 | 19 | 9   | 261 | 177 | 117 |
| 2. | Tampa Bay Lightning (A2) | 82 | 46 | 27 | 9   | 240 | 215 | 101 |
| 3. | Montreal Canadiens (A3)  | 82 | 46 | 28 | 8   | 215 | 204 | 100 |
| 4. | Detroit Red Wings (WC)   | 82 | 39 | 28 | 15  | 222 | 230 | 93  |
| 5. | Ottawa Senators          | 82 | 37 | 31 | 14  | 236 | 265 | 88  |
| 6. | Toronto Maple Leafs      | 82 | 38 | 36 | 8   | 231 | 256 | 84  |
| 7. | Florida Panthers         | 82 | 29 | 45 | 8   | 196 | 268 | 66  |
| 8. | Buffalo Sabres           | 82 | 21 | 51 | 10  | 157 | 248 | 52  |

Metropolitan Division
|    |                            | PG | V  | S  | OTS | GF  | GS  | PT  |
| -- | -------------------------- | -- | -- | -- | --- | --- | --- | --- |
| 1. | Pittsburgh Penguins (M1)   | 82 | 51 | 24 | 7   | 249 | 207 | 109 |
| 2. | New York Rangers (M2)      | 82 | 45 | 31 | 6   | 218 | 193 | 96  |
| 3. | Philadelphia Flyers (M3)   | 82 | 42 | 30 | 10  | 236 | 235 | 94  |
| 4. | Columbus Blue Jackets (WC) | 82 | 43 | 32 | 7   | 231 | 216 | 93  |
| 5. | Washington Capitals        | 82 | 38 | 30 | 14  | 235 | 240 | 90  |
| 6. | New Jersey Devils          | 82 | 35 | 29 | 18  | 197 | 208 | 88  |
| 7. | Carolina Hurricanes        | 82 | 36 | 35 | 11  | 207 | 230 | 83  |
| 8. | New York Islanders         | 82 | 34 | 37 | 11  | 225 | 267 | 79  |

#### Western Conference
Pacific Division
|    |                        | PG | V  | S  | OTS | GF  | GS  | PT  |
| -- | ---------------------- | -- | -- | -- | --- | --- | --- | --- |
| 1. | Anaheim Ducks (P1)     | 82 | 54 | 20 | 8   | 266 | 209 | 116 |
| 2. | San Jose Sharks (P2)   | 82 | 51 | 22 | 9   | 249 | 200 | 111 |
| 3. | Los Angeles Kings (P3) | 82 | 46 | 28 | 8   | 206 | 174 | 100 |
| 4. | Phoenix Coyotes        | 82 | 37 | 30 | 15  | 216 | 231 | 89  |
| 5. | Vancouver Canucks      | 82 | 36 | 35 | 11  | 196 | 223 | 83  |
| 6. | Calgary Flames         | 82 | 35 | 40 | 7   | 209 | 241 | 77  |
| 7. | Edmonton Oilers        | 82 | 29 | 44 | 9   | 203 | 270 | 67  |

Central Division
|    |                         | PG | V  | S  | OTS | GF  | GS  | PT  |
| -- | ----------------------- | -- | -- | -- | --- | --- | --- | --- |
| 1. | Colorado Avalanche (C1) | 82 | 52 | 22 | 8   | 250 | 220 | 112 |
| 2. | St. Louis Blues (C2)    | 82 | 52 | 23 | 7   | 248 | 191 | 111 |
| 3. | Chicago Blackhawks (C3) | 82 | 46 | 21 | 15  | 267 | 220 | 107 |
| 4. | Minnesota Wild (WC)     | 82 | 43 | 27 | 12  | 207 | 206 | 98  |
| 5. | Dallas Stars (WC)       | 82 | 40 | 31 | 11  | 235 | 228 | 91  |
| 6. | Nashville Predators     | 82 | 38 | 32 | 12  | 216 | 242 | 88  |
| 7. | Winnipeg Jets           | 82 | 37 | 35 | 10  | 227 | 237 | 84  |

### Statistiche

#### Classifica marcatori
La seguente lista elenca i migliori marcatori al termine della stagione regolare.

| Giocatore         | Squadra             | PG | G  | A  | Pt  | +/- | MP |
| ----------------- | ------------------- | -- | -- | -- | --- | --- | -- |
| Sidney Crosby     | Pittsburgh Penguins | 80 | 36 | 68 | 104 | +18 | 46 |
| Ryan Getzlaf      | Anaheim Ducks       | 77 | 31 | 56 | 87  | +28 | 31 |
| Claude Giroux     | Philadelphia Flyers | 82 | 28 | 58 | 86  | +7  | 46 |
| Tyler Seguin      | Dallas Stars        | 80 | 37 | 47 | 84  | +16 | 18 |
| Corey Perry       | Anaheim Ducks       | 81 | 43 | 39 | 82  | +32 | 65 |
| Phil Kessel       | Toronto Maple Leafs | 82 | 37 | 43 | 80  | -5  | 27 |
| Taylor Hall       | Edmonton Oilers     | 75 | 27 | 53 | 80  | -15 | 44 |
| Aleksandr Ovečkin | Washington Capitals | 78 | 51 | 28 | 79  | -35 | 48 |
| Joe Pavelski      | San Jose Sharks     | 82 | 41 | 38 | 79  | +23 | 32 |
| Jamie Benn        | Dallas Stars        | 81 | 34 | 45 | 79  | +21 | 64 |

#### Classifica portieri
La seguente lista elenca i migliori portieri al termine della stagione regolare con almeno 1800 minuti giocati.

| Giocatore         | Squadra                             | PG | Min     | V  | S  | OTS | GS  | SO | Sv%  | MGS  |
| ----------------- | ----------------------------------- | -- | ------- | -- | -- | --- | --- | -- | ---- | ---- |
| Cory Schneider    | New Jersey Devils                   | 45 | 2679:54 | 16 | 15 | 12  | 88  | 3  | .921 | 1.97 |
| Tuukka Rask       | Boston Bruins                       | 58 | 3386:27 | 36 | 15 | 6   | 115 | 7  | .930 | 2.04 |
| Jonathan Quick    | Los Angeles Kings                   | 49 | 2904:26 | 27 | 17 | 4   | 100 | 6  | .915 | 2.07 |
| Ben Bishop        | Tampa Bay Lightning                 | 63 | 3586:21 | 37 | 14 | 7   | 133 | 5  | .924 | 2.23 |
| Jaroslav Halák    | St. Louis Blues Washington Capitals | 52 | 2938:35 | 29 | 13 | 7   | 110 | 5  | .921 | 2.25 |
| Corey Crawford    | Chicago Blackhawks                  | 59 | 3395:01 | 32 | 16 | 10  | 128 | 2  | .917 | 2.26 |
| Anton Chudobin    | Carolina Hurricanes                 | 36 | 2084:18 | 19 | 14 | 1   | 80  | 1  | .926 | 2.30 |
| Carey Price       | Montreal Canadiens                  | 59 | 3464:22 | 34 | 20 | 5   | 134 | 6  | .927 | 2.32 |
| Henrik Lundqvist  | New York Rangers                    | 63 | 3655:19 | 33 | 24 | 5   | 144 | 5  | .920 | 2.36 |
| Marc-André Fleury | Pittsburgh Penguins                 | 64 | 3792:24 | 39 | 18 | 5   | 150 | 5  | .915 | 2.37 |

## Playoff

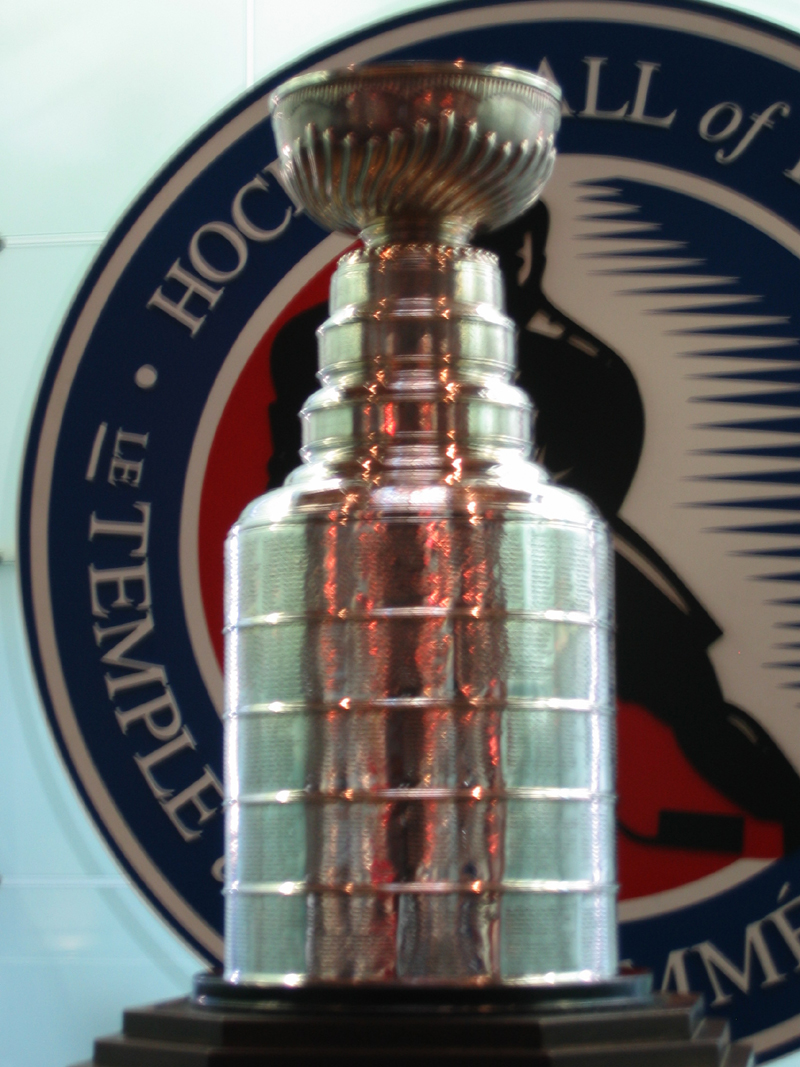
Il trofeo della Stanley Cup

Al termine della stagione regolare le migliori 16 squadre del campionato si qualificano per i playoff. I Boston Bruins si aggiudicarono la Presidents' Trophy avendo ottenuto il miglior record della lega con 117 punti. A partire dai playoff del 2014 si qualificano automaticamente le prime tre squadre di ciascuna Division più altre due squadre per ogni Conference in base al numero di punti ottenuti nella stagione regolare. Queste wild card disputano il primo turno contro le vincitrici di ogni Division.

### Tabellone playoff
In ciascun turno la squadra con il ranking più alto si sfida con quella dal posizionamento più basso, usufruendo anche del vantaggio del fattore campo. Nella finale di Stanley Cup il fattore campo si determina dai punti ottenuti in stagione regolare dalle due squadre. Ciascuna serie, al meglio delle sette gare, segue il formato 2-2-1-1-: la squadra migliore in stagione regolare disputa in casa Gara-1 e 2, (se necessario anche Gara-5 e 7), mentre quella posizionata peggio gioca nel proprio palazzetto Gara-3 e 4 (se necessario anche Gara-6).
|  | Quarti di finale di conference | Quarti di finale di conference | Quarti di finale di conference |   |                     | Semifinali di conference | Semifinali di conference | Semifinali di conference |  |    | Finali di conference | Finali di conference | Finali di conference |  |    | Finale Stanley Cup | Finale Stanley Cup | Finale Stanley Cup |
|  |                                |                                |                                |   |                     |                          |                          |                          |  |    |                      |                      |                      |  |    |                    |                    |                    |
|  | A1                             | Boston Bruins                  | 4                              |   |                     |                          |                          |                          |  |    |                      |                      |                      |  |    |                    |                    |                    |
|  | WC                             | Detroit Red Wings              | 1                              |   |                     |                          |                          |                          |  |    |                      |                      |                      |  |    |                    |                    |                    |
|  | WC                             | Detroit Red Wings              | 1                              |   | A1                  | Boston Bruins            | 3                        |                          |  |    |                      |                      |                      |  |    |                    |                    |                    |
|  |                                |                                |                                |   | A1                  | Boston Bruins            | 3                        |                          |  |    |                      |                      |                      |  |    |                    |                    |                    |
|  |                                | A3                             | Montreal Canadiens             | 4 |                     |                          |                          |                          |  |    |                      |                      |                      |  |    |                    |                    |                    |
|  | A2                             | A3                             | Montreal Canadiens             | 4 | Tampa Bay Lightning | 0                        |                          |                          |  |    |                      |                      |                      |  |    |                    |                    |                    |
|  | A2                             |                                |                                |   | Tampa Bay Lightning | 0                        |                          |                          |  |    |                      |                      |                      |  |    |                    |                    |                    |
|  | A3                             | Montreal Canadiens             | 4                              |   |                     |                          |                          |                          |  |    |                      |                      |                      |  |    |                    |                    |                    |
|  | A3                             | Montreal Canadiens             | 4                              |   |                     |                          |                          |                          |  | A3 | Montreal Canadiens   | 2                    |                      |  |    |                    |                    |                    |
|  | Eastern Conference             |                                |                                |   |                     |                          |                          |                          |  | A3 | Montreal Canadiens   | 2                    |                      |  |    |                    |                    |                    |
|  |                                | M2                             | New York Rangers               | 4 |                     |                          |                          |                          |  |    |                      |                      |                      |  |    |                    |                    |                    |
|  | M1                             | M2                             | New York Rangers               | 4 | Pittsburgh Penguins | 4                        |                          |                          |  |    |                      |                      |                      |  |    |                    |                    |                    |
|  | M1                             |                                |                                |   | Pittsburgh Penguins | 4                        |                          |                          |  |    |                      |                      |                      |  |    |                    |                    |                    |
|  | WC                             | Columbus Blue Jackets          | 2                              |   |                     |                          |                          |                          |  |    |                      |                      |                      |  |    |                    |                    |                    |
|  | WC                             | Columbus Blue Jackets          | 2                              |   | M1                  | Pittsburgh Penguins      | 3                        |                          |  |    |                      |                      |                      |  |    |                    |                    |                    |
|  |                                |                                |                                |   | M1                  | Pittsburgh Penguins      | 3                        |                          |  |    |                      |                      |                      |  |    |                    |                    |                    |
|  |                                | M2                             | New York Rangers               | 4 |                     |                          |                          |                          |  |    |                      |                      |                      |  |    |                    |                    |                    |
|  | M2                             | M2                             | New York Rangers               | 4 | New York Rangers    | 4                        |                          |                          |  |    |                      |                      |                      |  |    |                    |                    |                    |
|  | M2                             |                                |                                |   | New York Rangers    | 4                        |                          |                          |  |    |                      |                      |                      |  |    |                    |                    |                    |
|  | M3                             | Philadelphia Flyers            | 3                              |   |                     |                          |                          |                          |  |    |                      |                      |                      |  |    |                    |                    |                    |
|  | M3                             | Philadelphia Flyers            | 3                              |   |                     |                          |                          |                          |  |    |                      |                      |                      |  | M2 | New York Rangers   | 1                  |                    |
|  |                                |                                |                                |   |                     |                          |                          |                          |  |    |                      |                      |                      |  | M2 | New York Rangers   | 1                  |                    |
|  |                                | P3                             | Los Angeles Kings              | 4 |                     |                          |                          |                          |  |    |                      |                      |                      |  |    |                    |                    |                    |
|  | C1                             | P3                             | Los Angeles Kings              | 4 | Colorado Avalanche  | 3                        |                          |                          |  |    |                      |                      |                      |  |    |                    |                    |                    |
|  | C1                             |                                |                                |   | Colorado Avalanche  | 3                        |                          |                          |  |    |                      |                      |                      |  |    |                    |                    |                    |
|  | WC                             | Minnesota Wild                 | 4                              |   |                     |                          |                          |                          |  |    |                      |                      |                      |  |    |                    |                    |                    |
|  | WC                             | Minnesota Wild                 | 4                              |   | WC                  | Minnesota Wild           | 2                        |                          |  |    |                      |                      |                      |  |    |                    |                    |                    |
|  |                                |                                |                                |   | WC                  | Minnesota Wild           | 2                        |                          |  |    |                      |                      |                      |  |    |                    |                    |                    |
|  |                                | C3                             | Chicago Blackhawks             | 4 |                     |                          |                          |                          |  |    |                      |                      |                      |  |    |                    |                    |                    |
|  | C2                             | C3                             | Chicago Blackhawks             | 4 | St. Louis Blues     | 1                        |                          |                          |  |    |                      |                      |                      |  |    |                    |                    |                    |
|  | C2                             |                                |                                |   | St. Louis Blues     | 1                        |                          |                          |  |    |                      |                      |                      |  |    |                    |                    |                    |
|  | C3                             | Chicago Blackhawks             | 4                              |   |                     |                          |                          |                          |  |    |                      |                      |                      |  |    |                    |                    |                    |
|  | C3                             | Chicago Blackhawks             | 4                              |   |                     |                          |                          |                          |  | C3 | Chicago Blackhawks   | 3                    |                      |  |    |                    |                    |                    |
|  | Western Conference             |                                |                                |   |                     |                          |                          |                          |  | C3 | Chicago Blackhawks   | 3                    |                      |  |    |                    |                    |                    |
|  |                                | P3                             | Los Angeles Kings              | 4 |                     |                          |                          |                          |  |    |                      |                      |                      |  |    |                    |                    |                    |
|  | P1                             | P3                             | Los Angeles Kings              | 4 | Anaheim Ducks       | 4                        |                          |                          |  |    |                      |                      |                      |  |    |                    |                    |                    |
|  | P1                             |                                |                                |   | Anaheim Ducks       | 4                        |                          |                          |  |    |                      |                      |                      |  |    |                    |                    |                    |
|  | WC                             | Dallas Stars                   | 2                              |   |                     |                          |                          |                          |  |    |                      |                      |                      |  |    |                    |                    |                    |
|  | WC                             | Dallas Stars                   | 2                              |   | P1                  | Anaheim Ducks            | 3                        |                          |  |    |                      |                      |                      |  |    |                    |                    |                    |
|  |                                |                                |                                |   | P1                  | Anaheim Ducks            | 3                        |                          |  |    |                      |                      |                      |  |    |                    |                    |                    |
|  |                                | P3                             | Los Angeles Kings              | 4 |                     |                          |                          |                          |  |    |                      |                      |                      |  |    |                    |                    |                    |
|  | P2                             | P3                             | Los Angeles Kings              | 4 | San Jose Sharks     | 3                        |                          |                          |  |    |                      |                      |                      |  |    |                    |                    |                    |
|  | P2                             |                                |                                |   | San Jose Sharks     | 3                        |                          |                          |  |    |                      |                      |                      |  |    |                    |                    |                    |
|  | P3                             | Los Angeles Kings              | 4                              |   |                     |                          |                          |                          |  |    |                      |                      |                      |  |    |                    |                    |                    |

### Stanley Cup
La finale della Stanley Cup 2014 è stata una serie al meglio delle sette gare che determinerà il campione della National Hockey League per la stagione 2013-14. Nella storia dei playoff è la seconda sfida fra New York Rangers e Los Angeles Kings, la prima dal 1981. Per i New York Rangers si trattò dell'undicesima apparizione nella finale della Stanley Cup, la prima dopo il titolo nel 1994 contro i Vancouver Canucks. Per Los Angeles fu invece la terza apparizione dopo la vittoria contro i New Jersey Devils nel 2012.

## Premi NHL

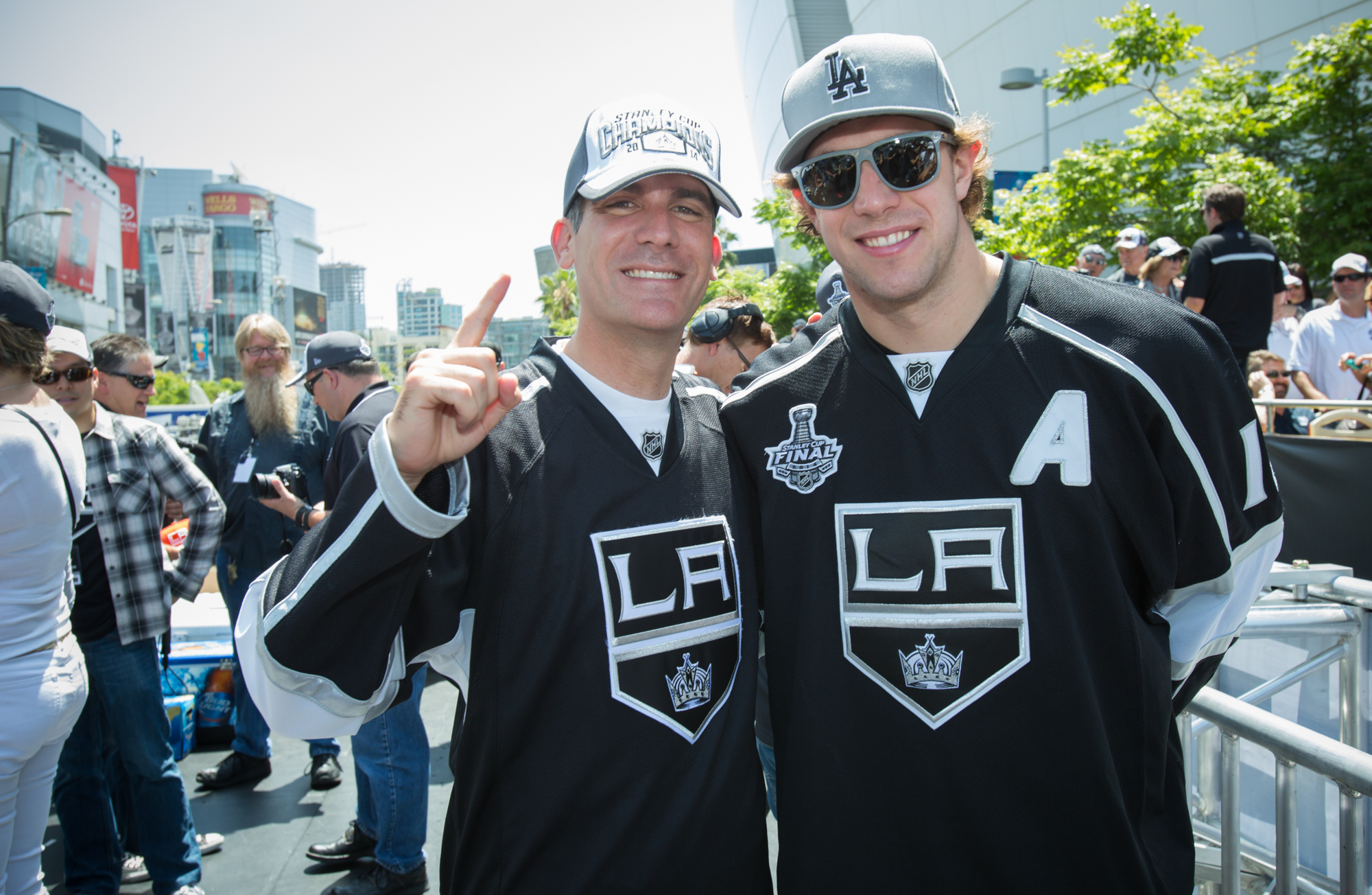
Il sindaco di Los Angeles Eric Garcetti insieme al giocatore dei Los Angeles Kings Anže Kopitar.

### Riconoscimenti
- Stanley Cup: Los Angeles Kings
- Presidents' Trophy: Boston Bruins
- Prince of Wales Trophy: New York Rangers
- Clarence S. Campbell Bowl: Los Angeles Kings
- Art Ross Trophy: Sidney Crosby (Pittsburgh Penguins)
- Bill Masterton Memorial Trophy: Dominic Moore (New York Rangers)
- Calder Memorial Trophy: Nathan MacKinnon (Colorado Avalanche)
- Conn Smythe Trophy: Justin Williams (Los Angeles Kings)
- Frank J. Selke Trophy: Patrice Bergeron (Boston Bruins)
- Hart Memorial Trophy: Sidney Crosby (Pittsburgh Penguins)
- Jack Adams Award: Patrick Roy (Colorado Avalanche)
- James Norris Memorial Trophy: Duncan Keith (Chicago Blackhawks)
- King Clancy Memorial Trophy: Andrew Ference (Edmonton Oilers)
- Lady Byng Memorial Trophy: Ryan O'Reilly (Colorado Avalanche)
- Mark Messier Leadership Award: Dustin Brown (Los Angeles Kings)
- Maurice Richard Trophy: Aleksandr Ovečkin (Washington Capitals)
- NHL Foundation Player Award: Patrice Bergeron (Boston Bruins)
- NHL General Manager of the Year Award: Bob Murray (Anaheim Ducks)
- Ted Lindsay Award: Sidney Crosby (Pittsburgh Penguins)
- Vezina Trophy: Tuukka Rask (Boston Bruins)
- William M. Jennings Trophy: Jonathan Quick (Los Angeles Kings)

### NHL All-Star Team
First All-Star Team
- Attaccanti: Jamie Benn • Sidney Crosby • Corey Perry
- Difensori: Duncan Keith • Zdeno Chára
- Portiere: Tuukka Rask

Second All-Star Team
- Attaccanti: Joe Pavelski • Ryan Getzlaf • Aleksandr Ovečkin
- Difensori: Shea Weber • Alex Pietrangelo
- Portiere: Semën Varlamov

NHL All-Rookie Team
- Attaccanti: Tyler Johnson • Nathan MacKinnon • Ondřej Palát
- Difensori: Torey Krug • Hampus Lindholm
- Portiere: Frederik Andersen